# Scopula fuscomarginata
Scopula fuscomarginata är en fjärilsart som beskrevs av Hubert Höfer 1922. Scopula fuscomarginata ingår i släktet Scopula och familjen mätare. Inga underarter finns listade.